# Vila Cova de Alva e Anseriz
Vila Cova de Alva e Anseriz (oficialmente: União das Freguesias de Vila Cova de Alva e Anseriz) é uma freguesia portuguesa do município de Arganil, com 17,13 km² de área e 535 habitantes (censo de 2021). A sua densidade populacional é 31,2 hab./km².

## História
Foi constituída em 2013, no âmbito de uma reforma administrativa nacional, pela agregação das antigas freguesias de Vila Cova de Alva e Anceriz e tem sede em Vila Cova de Alva.

## Demografia
A população registada nos censos foi:
| Distribuição da População por Grupos Etários | Distribuição da População por Grupos Etários | Distribuição da População por Grupos Etários | Distribuição da População por Grupos Etários | Distribuição da População por Grupos Etários | Distribuição da População por Grupos Etários |
| -------------------------------------------- | -------------------------------------------- | -------------------------------------------- | -------------------------------------------- | -------------------------------------------- | -------------------------------------------- |
| Antes da agregação                           |                                              |                                              |                                              |                                              |                                              |
| Ano                                          | 0-14 anos                                    | 15-24 anos                                   | 25-64 anos                                   | >= 65 anos                                   | Total                                        |
| 2001                                         | 77                                           | 82                                           | 334                                          | 228                                          | 721                                          |
| 2011                                         | 62                                           | 50                                           | 331                                          | 216                                          | 659                                          |
| Após a agregação                             |                                              |                                              |                                              |                                              |                                              |
| Ano                                          | 0-14 anos                                    | 15-24 anos                                   | 25-64 anos                                   | >= 65 anos                                   | Total                                        |
| 2021                                         | 47                                           | 35                                           | 273                                          | 180                                          | 535                                          |